# Lengyel Dóra
Lengyel Dóra (Budapest, 1992. június 17. –) labdarúgó, kapus. Jelenleg az Újpesti TE játékosa. Testvére, Lengyel Anita szintén labdarúgó.

## Pályafutása

### Klubcsapatban
2004-ben a Femina csapatában kezdte a labdarúgást. A 2008–09-es idényben mutatkozott be az élvonalban. A 2009 nyarától másfél idényen át az Újpesti TE játékosa volt. 2011 februárjában visszatért a Feminához. 2012 őszétől ismét az Újpesti TE játékosa.
2010–11-ben U19-es válogatott.